# Remixes 98–2000
Remixes 98–2000 — ремиксовый альбом группы The Cinematic Orchestra, выпущенный 13 ноября 2000 года. Альбом представляет собой собрание треков других исполнителей, ремиксованных The Cinematic Orchestra, и трека группы, ремиксованного Томом Тайлером.

## Список композиций
| №  | Название                                             | Автор(ы)                | Ремикс                  | Длительность |
| -- | ---------------------------------------------------- | ----------------------- | ----------------------- | ------------ |
| 1. | «Moving Cities»                                      | Faze Action             | The Cinematic Orchestra | 7:50         |
| 2. | «Channel 1 Suite»                                    | The Cinematic Orchestra | Том Тайлер              | 5:15         |
| 3. | «The Fear Theme»                                     | Кэндзи Иино             | The Cinematic Orchestra | 5:48         |
| 4. | «Guauanco»                                           | Les Gammas              | The Cinematic Orchestra | 7:35         |
| 5. | «Panoramica»                                         | Пьеро Умилиани          | The Cinematic Orchestra | 6:27         |
| 6. | «Vilderness»                                         | Нильс Петтер Молвер     | The Cinematic Orchestra | 6:21         |
| 7. | «Re-Arrange»                                         | Krust                   | The Cinematic Orchestra | 9:48         |
| 8. | «Ode To The Big Lizard» (добавлен в виниловый релиз) | Том Тайлер              | The Cinematic Orchestra | 9:42         |

## Оценки
| Оценки критиков | Оценки критиков |
| Источник        | Оценка          |
| --------------- | --------------- |
| AllMusic        | [ 1 ]           |
| Pitchfork       | 6,7/10          |

Ноэль Дикс из Exclaim! заявил, что The Cinematic Orchestra смогли вложить в треки собственный колорит: «это действительно довольно удивительно видеть, как Джейсон Свинскоу и компания берут трек и заставляют его звучать совершенно по-другому — то, что они действительно могут назвать своим собственным произведением и добавить этот „кинематографический“ оттенок. И это то, что делает этот альбом ремиксов таким блестящим; даже несмотря на то, что всё это переделки, по сути, это запись The Cinematic Orchestra».